# Idea leuconoe
Idea leuconoe Erichson, 1834, è una grossa farfalla appartenente alla  famiglia delle Ninfalidi, diffusa nel Sud-est asiatico.

## Descrizione

### Adulto

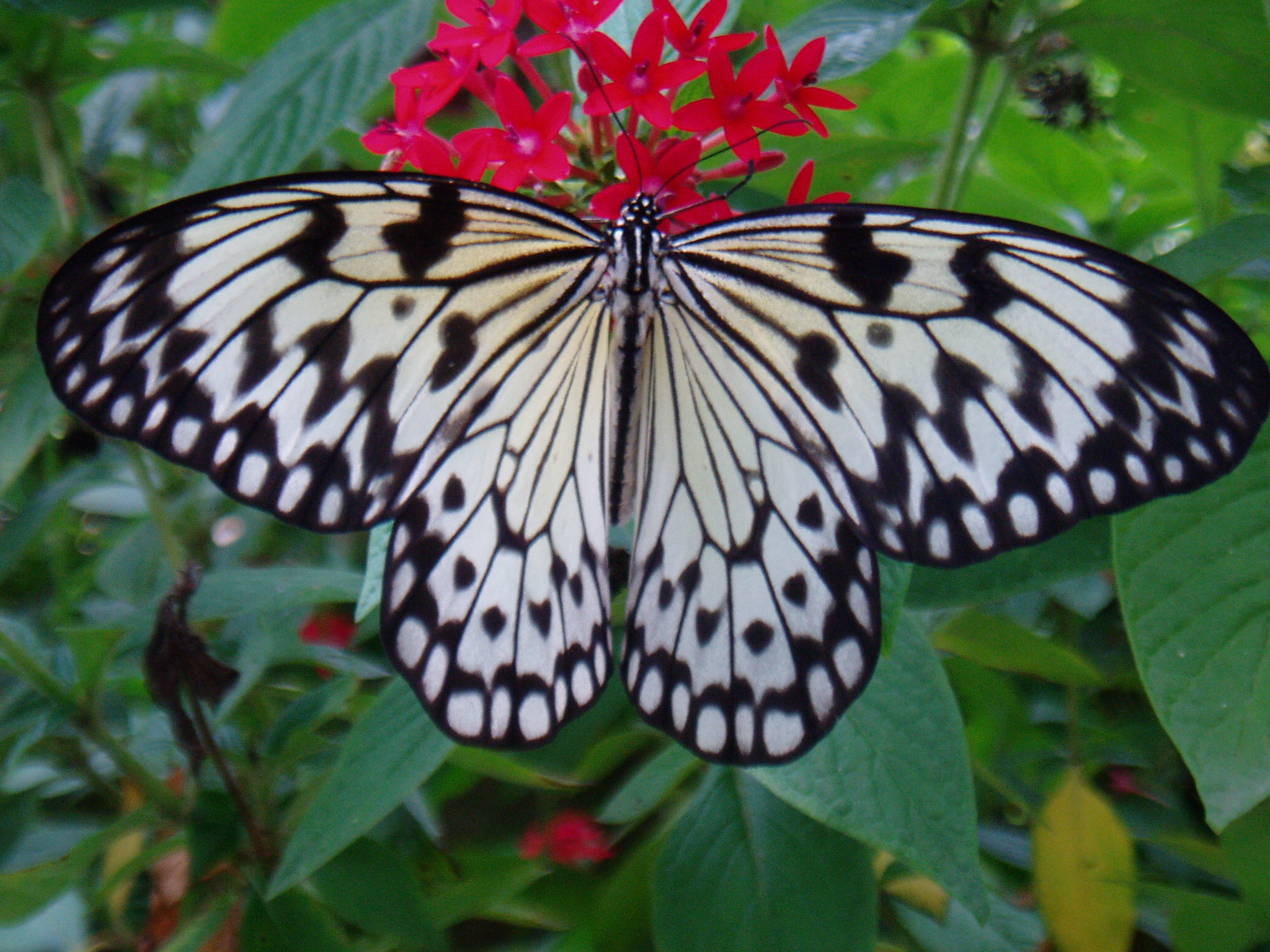
adulto

Le ali sono di colore bianco, con strisce e punti neri.

### Pupa

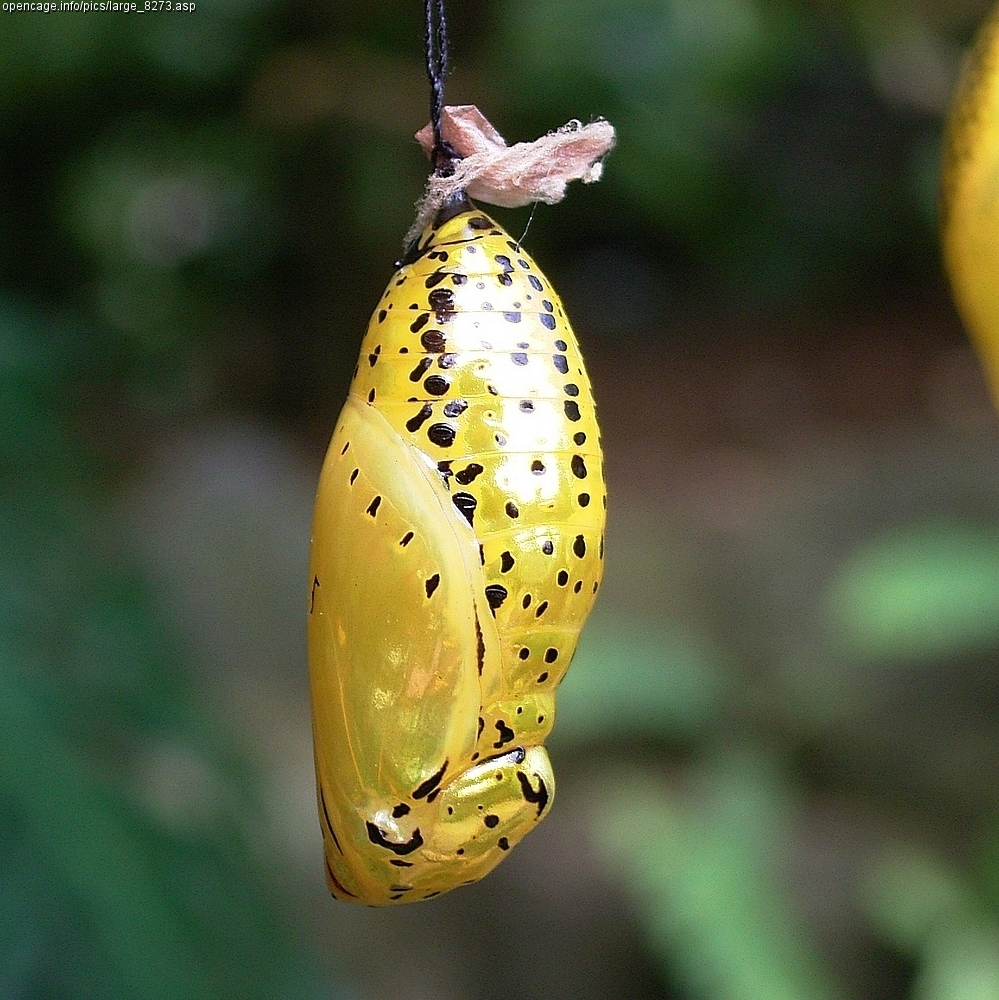
Pupa

La pupa è caratterizzata da una vivace colorazione gialla screziata di nero.

## Distribuzione

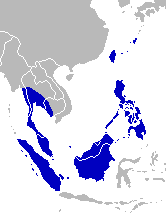